# Страйкер, Рой Эмерсон
Рой Эмерсон Страйкер (5 ноября 1893 — 27 сентября 1975) — американский экономист, правительственный чиновник и фотограф.
Возглавлял информационный отдел Farm Security Administration (FSA).
Наиболее известен как человек испортивший более 100 тысяч негативов фотографий, пробивая их дыроколом.

## Биография
Во время Первой мировой войны Рой Страйкер служил в пехоте. Затем изучал экономику в Колумбийском университете. Свои тексты и лекции он иллюстрировал фотографиями. В университете он сотрудничал с Рексфордом Тагвеллом (англ. Rexford Tugwell). Когда Тугвелл стал работать на Resettlement Administration (RA), Страйкер последовал за ним. К 1935 он сделался главой отдела этого ведомства. А позже RA было переименовано в FSA.
Возглавляя фотографический проект данной организации, Рой весьма заботился о том, чтобы его фотографы (в будущем многие из них прославятся) хорошо делали свою работу и хорошо финансировались, однако подвергался критике за свои методы редактирования, например, проделывание дыр в негативах. Бен Шан вспоминал, что Рой был в некоторой степени диктатором и уничтожил ряд его ценных работ таким способом. Фотографы Страйкера делали акцент на проблемах тех местностей, в которых работали, например, они запечатлели на плёнку проявления бедности.
Во время Второй мировой войны информационный отдел FSA и Страйкер вместе с ним занимались в течение года созданием пропаганды. После этого отдел был распущен. Тем временем, Конгресс США распустил саму FSA. Её материалы были направлены в Библиотеку Конгресса. Страйкер стал работать на Standard Oil, где с 1943 по 1950 год занимался фотодокументальным проектом. Рой исповедовал подход, согласно которому фотографам под его началом следовало сначала твёрдо усвоить контекст съемки, однако затем они могли пользоваться свободой применяемых творческих подходов.
С 1950 по 1952 год работал над созданием Pittsburgh Photographic Library (PPL). В 1960 году коллекция была перемещена в Библиотеку Карнеги в Питтсбурге. Затем Страйкер возглавлял документальный проект в компании Jones and Laughlin Steel Company.
После этого он периодически работал консультантом и вёл семинары по фотожурналистике в Университете Миссури. В 1960-х Рой вернулся на запад США. Скончался он в Гранд-Джанкшен (Колорадо).
Рукописи, корреспонденция и другие материалы, оставшиеся от проектов Страйкера хранятся в Photographic Archives, Archives and Special Collections, University of Louisville.